# Korsh (Album)
Korsh (Eigenschreibweise KORSH) ist ein Jazzalbum von Heidi Bayer. Die am 21. August 2021 im Maarwegstudio2, Köln, entstandenen Aufnahmen erschienen am 28. April 2022 auf Tangible Music/in-akustik.

## Hintergrund
KORSH ist das zweite Album der in Köln lebenden Trompeterin Heidi Bayer nach ihrem Debütalbum Virtual Leak (2020), das sie mit Johannes Ludwig (Saxophone), Calvin Lennig (Bass) und Calvin Lennig (Schlagzeug)  eingespielt hatte. Bayer nahm das Album mit einer unkonventionell instrumentierten Band auf; sie spielte mit dem Bassklarinettisten/Tenorsaxophonisten Sven Decker, dem norwegischen Akkordeonisten Kalle Moberg, Robert Landfermann am Bass und Oliver Steidle am Schlagzeug. Der Albumtitel KORSH ist ein Akronym, das sich aus den Vornamen der Protagonisten ableitet.

## Titelliste
- Heidi Bayer: KORSH (Tangible Music/in-akustik)[2]

1. Once in a While 4:29
2. Fichtenernte 5:54
3. In der Halle der Bierkönigin 4:59
4. Ballad for the Brave 4:43
5. Cookie Dough 6:01
6. Ballad that is not a Ballad 4:04
7. Trying to Relax Not 3:07
8. Reprise 2:41

Die Kompositionen stammen von Heidi Bayer.

## Rezeption

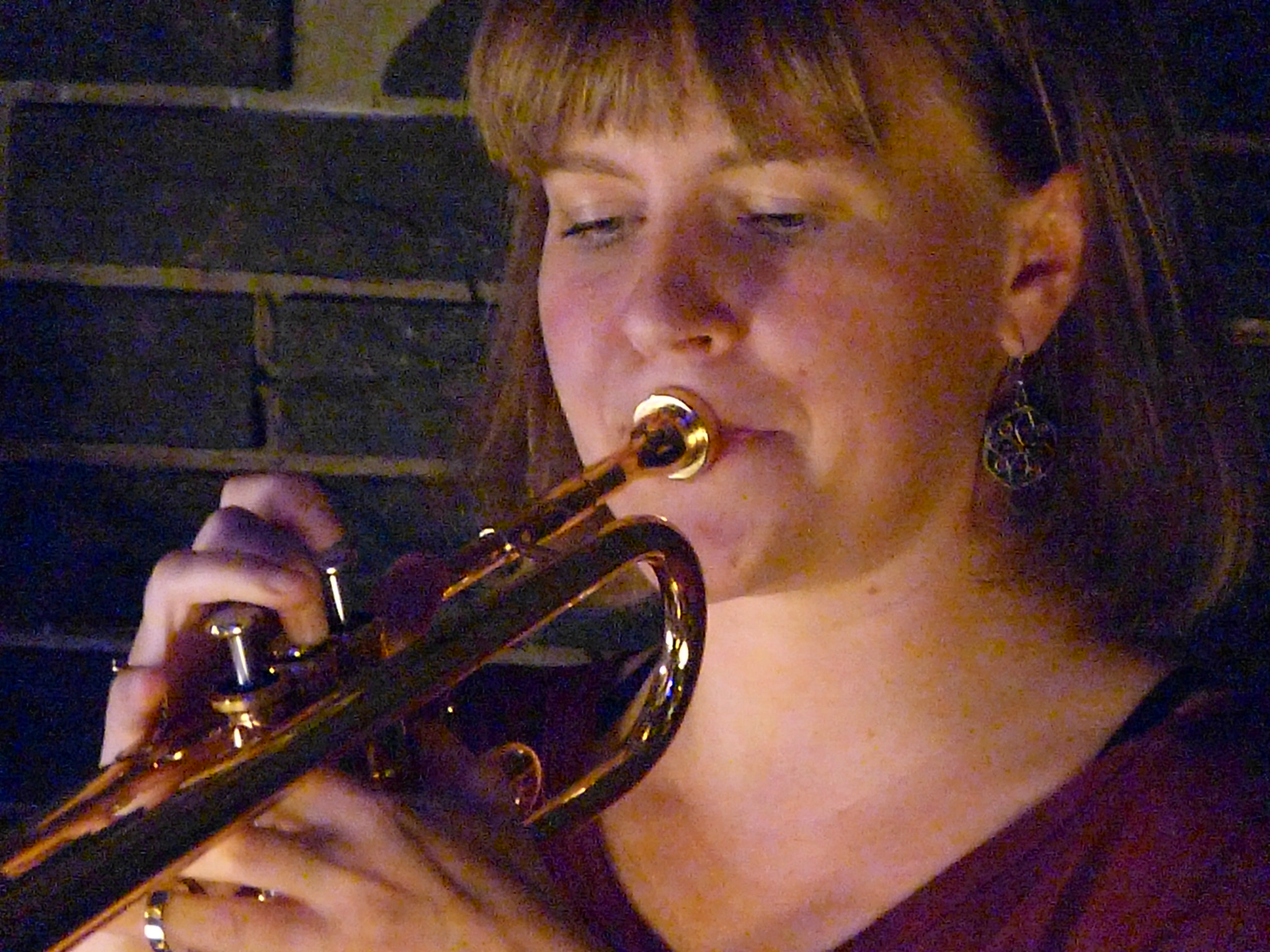
Heidi Bayer beim Konzert "Big Company" des Subway Jazz Orchestra 2018

Dass das Leben voller Gegensätze stecke, zeige die in Köln lebende Trompeterin Heidi Bayer mit ihrer neuen, unkonventionell instrumentierten Band recht plastisch, meinte Reinhard Köchl in Jazz thing. Aus der individuellen Ästhetik von fünf Ausnahmemusikern entstehe etwas gänzlich Unbekanntes, gleich einer Diskussion in Echtzeit, deren Ergebnisse am Ende von unplanbaren Geschichten stehen. Wie in „Once in a While“, bei dem sich das Akkordeon mit einer solchen Vehemenz in den standardisierten Jazz-Kontext aus Trompete, Saxofon, Bass und Schlagzeug wühle, so als wolle es allein die Richtung vorgeben. Dies schaffe „ein Fest der Kontraste, um Lichtjahre von jeder Komfortzone entfernt“.
Uwe Bräutigam schrieb in einer Konzertkritik in NRW Jazz, Heidi Bayers Band KORSH sei experimentell, europäisch, und suche mit Einbeziehung eines Akkordeonisten mit diesem Instrument neue Wege jenseits der Volksmusik. Bayers Band mit Musikern wie Oli Steidle, Robert Landfermann und Sven Decker sei nicht die Besetzung für eine Band mit Schwerpunkt Hardbop, doch Heidi Bayer spiele auch keinen Free Jazz oder völlig frei improvisierte Musik. Form, Struktur und melodische Anteile seien ebenso wichtig wie freie Improvisation und Experimentelles. Auch rockige Passagen wie in „Trying to Relax Not“ hätten ihren Platz, mit schnellen kräftigen Tenorsaxophonphrasen von Sven Decker. Aber es sei keine Musik zum Mitwippen; vielmehr kämen immer wieder kreative Brüche, die die Musik nicht vorhersehbar und spannend machen.
Matt Fripp schrieb in Jazz Fuel, dies sei „europäischer Jazz auf höchstem Niveau“.